# 1999-es Formula–1 belga nagydíj
Az 1999-es Formula–1 világbajnokság tizenkettedik futama a belga nagydíj volt.

## Futam
Belgiumban Häkkinené lett a pole Coulthard és Frentzen előtt. Coulthard a rajt után Häkkinen mellé ért, és miután az első kanyarban kissé összeértek, a skót átvette a vezetést, majd győzött. Häkkinen második helyének köszönhetően a McLaren kettős győzelmet szerzett, Frentzen harmadik, Irvine negyedik lett.
A szezon háromnegyedénél  Häkkinen vezetett 60 ponttal az 59 pontos Irvine előtt.
|         | Rsz. | Versenyző             | Csapar             | Körök | Idő/Kiesések  | Rajthely | Pontok |
| ------- | ---- | --------------------- | ------------------ | ----- | ------------- | -------- | ------ |
| 1       | 2    | David Coulthard       | McLaren-Mercedes   | 44    | 1:25:43,057   | 2        | 10     |
| 2       | 1    | Mika Häkkinen         | McLaren-Mercedes   | 44    | +10,469       | 1        | 6      |
| 3       | 8    | Heinz-Harald Frentzen | Jordan-Mugen-Honda | 44    | +33,433       | 3        | 4      |
| 4       | 4    | Eddie Irvine          | Ferrari            | 44    | +44,948       | 6        | 3      |
| 5       | 6    | Ralf Schumacher       | Williams-Supertec  | 44    | +48,067       | 5        | 2      |
| 6       | 7    | Damon Hill            | Jordan-Mugen-Honda | 44    | +54,916       | 4        | 1      |
| 7       | 3    | Mika Salo             | Ferrari            | 44    | +56,249       | 9        |        |
| 8       | 5    | Alessandro Zanardi    | Williams-Supertec  | 44    | +1:07,022     | 8        |        |
| 9       | 11   | Jean Alesi            | Sauber-Petronas    | 44    | +1:13,848     | 16       |        |
| 10      | 16   | Rubens Barrichello    | Stewart-Ford       | 44    | +1:20,742     | 7        |        |
| 11      | 9    | Giancarlo Fisichella  | Benetton-Playlife  | 44    | +1:32,195     | 13       |        |
| 12      | 19   | Jarno Trulli          | Prost-Peugeot      | 44    | +1:36,154     | 12       |        |
| 13      | 18   | Olivier Panis         | Prost-Peugeot      | 44    | +1:41,543     | 17       |        |
| 14      | 10   | Alexander Wurz        | Benetton-Playlife  | 44    | +1:57,745     | 15       |        |
| 15      | 22   | Jacques Villeneuve    | BAR-Supertec       | 43    | +1 kör        | 11       |        |
| 16      | 21   | Marc Gené             | Minardi-Ford       | 43    | +1 kör        | 21       |        |
| Kiesett | 14   | Pedro de la Rosa      | Arrows             | 35    | Erőátvitel    | 22       |        |
| Kiesett | 20   | Luca Badoer           | Minardi-Ford       | 33    | Felfüggesztés | 20       |        |
| Kiesett | 23   | Ricardo Zonta         | BAR-Supertec       | 33    | Váltó         | 14       |        |
| Kiesett | 17   | Johnny Herbert        | Stewart-Ford       | 27    | Fékek         | 10       |        |
| Kiesett | 12   | Pedro Diniz           | Sauber-Petronas    | 19    | Kicsúszás     | 18       |        |
| Kiesett | 15   | Takagi Toranoszuke    | Arrows             | 0     | Kuplung       | 19       |        |

## A világbajnokság élmezőnyének állása a verseny után
| H  | Versenyzők            | Pont | H  | Konstruktőrök      | Pont |
| -- | --------------------- | ---- | -- | ------------------ | ---- |
| 1. | Mika Häkkinen         | 60   | 1. | McLaren-Mercedes   | 106  |
| 2. | Eddie Irvine          | 59   | 2. | Ferrari            | 97   |
| 3. | David Coulthard       | 46   | 3. | Jordan-Mugen-Honda | 47   |
| 4. | Heinz-Harald Frentzen | 40   | 4. | Williams-Supertec  | 24   |
| 5. | Michael Schumacher    | 32   | 5. | Benetton-Playlife  | 16   |

## Statisztikák
Vezető helyen:
- David Coulthard: 44 (1-44)

David Coulthard 6. győzelme, Mika Häkkinen 20. pole-pozíciója, 12. leggyorsabb köre.
- McLaren 122. győzelme.